# Tramwaje w Eisenach
Tramwaje w Eisenach – były system tramwajowy w niemieckim mieście Eisenach, działający w latach 1897–1975.

## Historia
Tramwaje w Eisenach otwarto 3 sierpnia 1897 na trasie między Hauptbahnhof a Marienthal o długości 3,1 km. Kolejną linię otwarto 15 listopada 1910 do Westbahnhof. Od 1 października 1922 do 5 listopada 1924 ruch tramwajowy został wstrzymany z powodu wysokiej inflacji. 1 września 1925 otwarto linię do Krankenhaus. Wówczas sieć tramwajowa osiągnęła swoje maksymalne rozmiary - długość tras liczyła 7,5 km. W czasie II wojny światowej, od 11 września 1944, ruch tramwajowy został wstrzymany. Po wojnie pierwsze tramwaje wyjechały na trasę 7 lipca 1945.
Tramwaje zlikwidowano 31 grudnia 1975.

## Tabor
Pierwsze eksploatowane tramwaje silnikowe w Eisenach zamówiono w Kolonii, wyprodukowano je w 1896 r., a pierwsze doczepne w 1897. Ostatnie wagony silnikowe dla miasta wyprodukowała firma Gothaer Waggonfabrik z Gothy w 1938 r. Po zamknięciu sieci wagony wyprodukowane w Gocie trafiły do Erfurtu.